# 2 Brzeski Batalion Ratownictwa Inżynieryjnego im. gen. bryg. Mieczysława Dąbkowskiego
2 Brzeski Batalion Ratownictwa Inżynieryjnego im. gen. bryg. Mieczysława Dąbkowskiego (2 bratinż) – jednostka inżynieryjna stacjonująca w Brzegu, podległa dowódcy Śląskiego Okręgu Wojskowego, rozformowana 31 grudnia 2011.

## Historia
Batalion został sformowany 11 lutego 1999 r, Rozkazu Szefa Sztabu Generalnego Nr PF-15/Org. z dnia 11 lutego 1999 r. nakazujący sformowanie w Brzegu batalionu ratownictwa inżynieryjnego.
Batalion był specjalistyczną jednostką wojsk inżynieryjnych przygotowaną do niesienia pomocy w przypadku powstania klęsk żywiołowych, przeznaczony do prowadzenia ewakuacji ludności z terenów dotkniętych zalaniem i dowozu zaopatrzenia do tych miejsc. Batalion na swoim wyposażeniu posiadał także ciężki sprzęt inżynieryjny przeznaczony do wykonywania prac inżynieryjnych związanych z likwidacją osuwisk ziemnych na ciągach komunikacyjnych. Poprzez wykorzystanie posiadanych mostów możliwa była także doraźna odbudowa zniszczonych przejść mostowych przez wąskie przeszkody wodne i inne przeszkody terenowe. W strukturze batalionu występowały ponadto pododdziały logistyczne, które zabezpieczały batalion w zakresie wykonywania remontów bieżących sprzętu, dowozu zaopatrzenia oraz udzielenia pomocy medycznej poszkodowanym.
14 czerwca 2003 roku przed ratuszem miejskim odbywała się uroczystość wręczenia batalionowi sztandaru wojskowego ufundowanego przez społeczeństwo ziemi brzeskiej. Wraz ze sztandarem batalionowi decyzją nr 92/MON z 10 kwietnia 2003, nadano wyróżniającą nazwę „brzeski”.
W 2005 r. batalion otrzymał w ramach wyróżnienia przechodni proporzec oraz tytuł honorowy „Wzorowy pododdział Wojsk Lądowych”.
W październiku 2006 r. batalion wziął udział w ćwiczeniu z wojskami pod kryptonimem MERKURY 06.
W 2008 r. w skład batalionu weszły dwie kompanie ratownictwa inżynieryjnego 22 Brygady Piechoty Górskiej z Kłodzka.
W lipcu 2009 r. batalion na wniosek burmistrza Lewina Brzeskiego, skierowane zostały do usuwania zatoru rzecznego, jaki powstał pod mostem kolejowym na trasie Wrocław – Opole.
W lutym 2010 r. batalion został skierowany do usuwania skutków obfitych opadów śniegu w rejonie miejscowości Zawiercie.
W kwietniu 2011r na podstawie Rozkazu Dowódcy 1 Brzeskiej Brygady Saperów nr Z-8/11 z dnia 26 kwietnia 2011 r. w sprawie przeformowania 1 Brygady Saperów w 1 Pułk Saperów oraz rozformowania 2 batalionu ratownictwa inżynieryjnego zapadła decyzja o likwidacji batalionu.

## Wyposażenie
- samobieżne transportery pływające PTS-M
- łodzie saperskie z silnikami zaburtowymi
- mostów towarzyszących BLG-67

## Tradycje
Decyzją Ministra Obrony Narodowej 2 Batalion Ratownictwa Inżynieryjnego w Brzegu:
- dziedziczy tradycje następujących jednostek:
  - 21 batalion saperów 10 Dywizji Piechoty
  - 56 batalion ratownictwa terenowego
- batalion posiada własną odznakę pamiątkową nadaną decyzją nr 51/MON z 6 marca 2002.
- decyzja nr 92/MON z 10 kwietnia 2003, przyjmuje imię patrona – gen. bryg. Mieczysława Dąbkowskiego
- obchodzi doroczne Święto w dniu 11 lutego[3]

## Dowódcy
- ppłk Czesław Drozd – luty 1999 do lipca 2006 r.
- ppłk Adam Przygoda – od lipca 2006 do 2009
- kpt. Jacek Obierzyński – p.o. 11 lutego 2009 – 1 grudnia 2009
- ppłk Robert Wójcicki – od 1 grudnia 2009 – 31 grudnia 2011

## Oficerowie
- kpt. Jacek Obierzyński – szef sztabu batalionu